# Kolasås

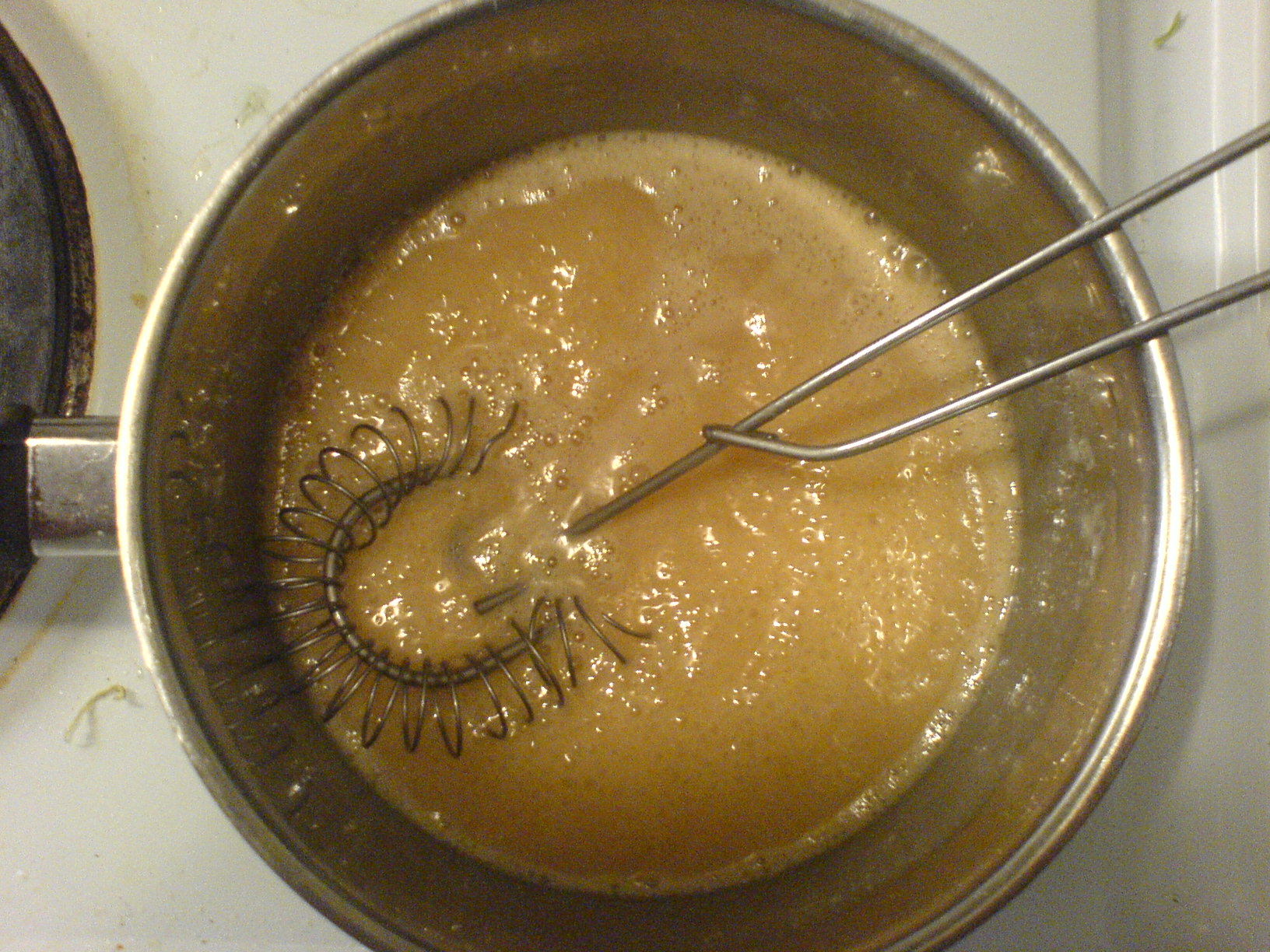
Hemmagjord kolasås sjudande på spisen

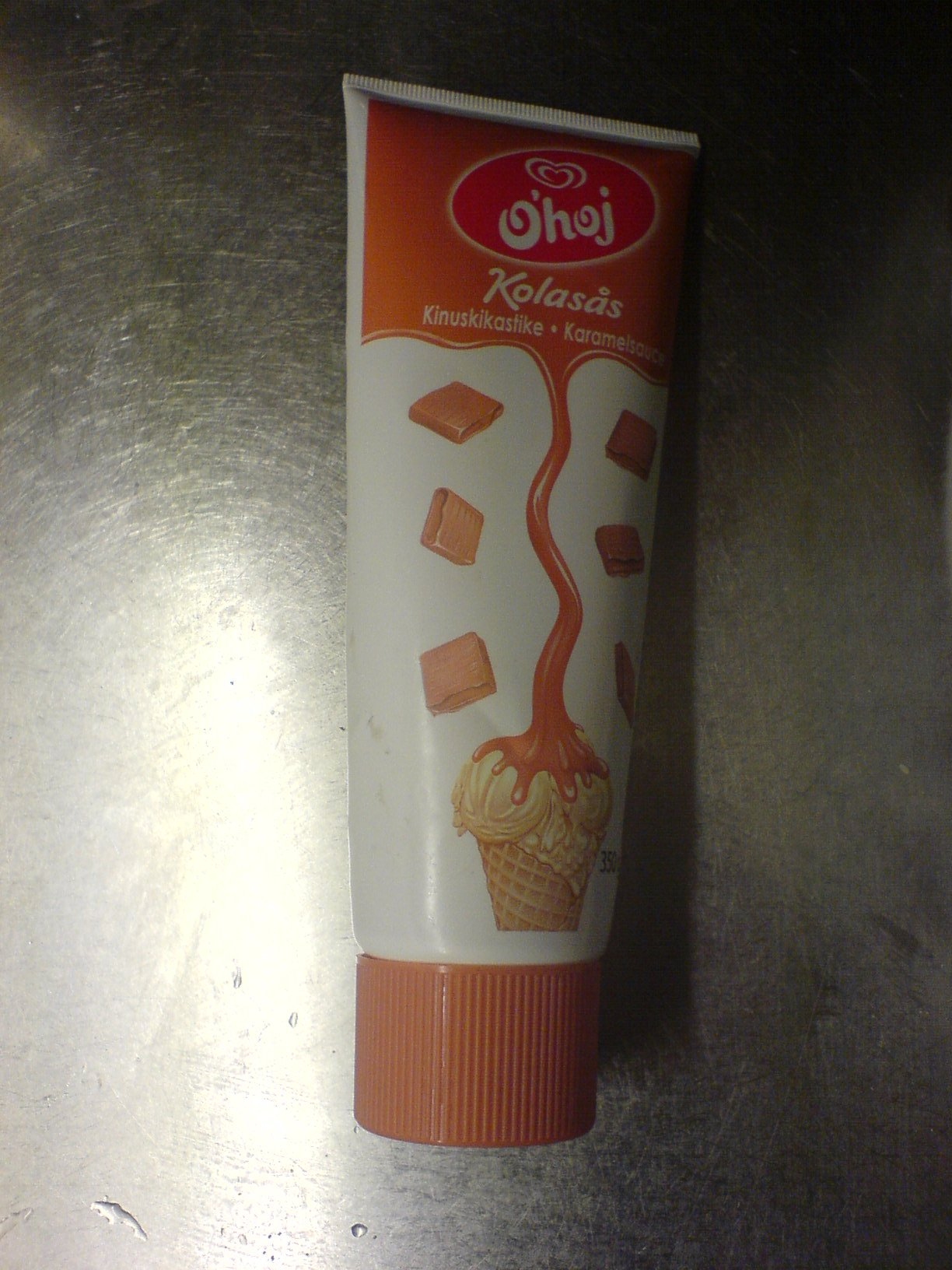
O'hoj kolasås på tub, 350 gram

Kolasås eller kinuskisås är ett krämigt födoämne som ofta används tillsammans med glass, tårta eller dylikt.
Nödvändiga ingredienser i hemmagjord kolasås är grädde och socker i någorlunda lika delar. Sockret kan kombineras med sirap. Vanliga smaksättare är vanilj och kakao. Smör/margarin och en liten mängd salt kan också ingå. Beredning sker genom att låta alla ingredienser sjuda under omrörning i kastrull tills önskad konsistens uppnås; 5 minuter ungefär. Smaken på hemmagjord kolasås ligger mycket nära knäck. Detta följer av att knäcken består av samma ingredienser, med skillnaden att förhållandena är annorlunda: två delar socker (eller sirap och socker) samt en del grädde.
Kolasås finns också färdig på tub.

## Kinuski
Ibland går kolasås under benämningen kinuski(sås) (alternativt tjinuski) ett ord som kommit från ryskan in i svenskan genom finskan. Ursprungligen är kinuski helt enkelt enbart en benämning på kola, det vill säga ett hopkok av socker och grädde i varierande proportioner.
Den allmänna användningen av begreppet kinuski ger ett sken av att man talar om någon speciell variant av kolasås, men ser man på ingredienserna i olika slags kinuski finns där ofta föga som särskiljer dem från det spektrum av grädd- och sockerblandningar som betecknas kolasås. Möjligen används benämningen särskilt ofta då såsen serveras tillsammans med syrliga bär, särskilt lingon. Dessutom ingår ofta vanilj som smaksättning.
Observera att den svenska stavningen och uttalet är en förvanskning av det ursprungliga ryska ordet тянучки, med ungefärligt uttal t-janutjki.